# Гордеевка (Брянская область)
Горде́евка — село в Брянской области. Административный центр Гордеевского района и Гордеевского сельского поселения.
Одно из крупнейших сёл Брянской области.

## География
Село расположено в Центральной России к юго-западу от Москвы недалеко от границы с Беларусью на западе Брянской области.
Село находится на расстоянии 35 км от ближайшей железнодорожной станции в городе Клинцы.
Рельеф
Общий рельеф села равнинный. Большое влияние на рельеф Гордеевки оказывает река Поконка, протекающие через центр Гордеевки, а также каскад озёр (Верхнее (Берлиново) и Нижнее (Центральное)) и Клиновской ручей.
На Западе Гордеевки, на высоком берегу реки Поконки находится самое высокое место села, где расположена Пожарно-спасательная часть №40 по адресу ул. Ленина д. 49.
В отличие от западной (ул. Западная, 15 лет октября, Смоленская, Пушкина) и северной (ул. Мельничная, Садовая, заозерная) части Гордеевки, расположенной на возвышенности, в восточной (ул. Цветочная, Клинцовская), центральной (частично ул. Ленина, Кирова) и южной (ул. Гагарина, пер. Советский) своей части село расположено на влажных почвах, склонных к заболачиванию.
Почвы
В почвенно-географическом отношении территория села Гордеевки расположена в Белорусской провинции дерново-подзолистой зоне слабочумусированных почв и относится к Клетня-Новозыбковскому району дерново-слабо, среднеподзолистых песчаных и супесчаных почв.
Полезные ископаемые
Неподалёку от села Гордееки имеются залежи известняка, доломита, глины, торфа, песка. Залежи глины позволяют открыть производство красного кирпича. В настоящее время месторождения на разработаны; если не считать небольших карьеров, где добывается глина и песок для нужд населения. Имеется один карьер площадью 2 га, принадлежащий дорожному ремонтно-строительному участку.
Поверхностные воды
Через Гордеевку протекает река Поконка, Клиновской ручей, а также на территории села расположен каскад озёр (Верхнее (Берлиново) и Нижнее(Центральное)). В окрестностях села имеются заполненные водой песчаные и глиняные карьеры.
Подземные воды
На территории села Гордеевки разведаны месторождения пресных подземных вод, относящихся к четвертично-неогеновой водоносной системе. Это преимущественно гидрокарбонатные кальциевые грунтовые воды с минерализацией воды около 01—0,6 г/л. Источниками пищевого водоснабжения населения села являются артезианские скважины. На балансе предприятий Гордеевки находится несколько десятков артезианских скважин и колодцев. Эксплуатируется 22 артезианские скважины, остальные артскважины находятся в процессе консервации. 
Климат
Село Гордеевка находится под воздействием умеренно-континентального климата.
Средняя температура января — 6°С, июля + 26°С. Сумма положительных температур за период с температурой свыше 10°С составила 2700°С. Средняя продолжительность безморозного периода составила 171 день.
Осадков выпадает до 600 мм в год. Для сельского хозяйства — оптимальный вариант.
Животный мир
Животный мир представлен такими представителями, как лось, кабан, косуля, заяц, волк, лиса, куница, белка. Из птиц обитают утки, тетерева, вальдшнепы, лебеди. 
Растительный мир
Растительный мир села Гордеевка многообразен. Но основным достоянием являются леса, которые занимают около 9 % территории села, расположенные по берегам Верхнего озера и Клиновского ручья. Здесь растет дуб, сосна, ель, граб, береза, осина, ольха.  
Экологическая обстановка
Динамика экологической обстановки положительная. Отмечается снижение негативного воздействия на окружающую природную среду. Это связано с проведением мероприятий, направленных на улучшение экологической обстановки: ежегодное увеличение количества административных и производственных зданий, сооружений, частных домовладений, переходящих на газовое топливо, снижение применения пестицидов в сельском хозяйстве, организация улучшенных свалок на территории поселений.

В с. Гордеевка централизованная канализационная сеть отсутствует. В благоустроенном жилом фонде, в учреждениях образования, культуры, здравоохранения, социального обслуживания, предприятий общественного питания и торговли для накопления жидких бытовых отходов используются выгребные ямы — «септики», их вывозкой занимается МУП «Коммунальщик» согласно графику. В 2010 году объем сточных вод составил по МУП «Коммунальщик» — 12,8 тыс. т.

## История
20 ноября 1704 года гетман Мазепа издал «универсал» (указ), по которому стародубскому полковому писарю Гордею Носикевичу разрешалось устроить греблю на реке Поконка и на этой гребле «по силе воды мельницу построить». В соответствии с универсалом Гордей Саввич Носикевич поселил слободу, которая в народе стала называться его именем — Гордеева Буда. Со временем она стала называться Гордеевкой. 
В начале XVIII века здесь было 18 дворов, а в середине того же века здесь уже имелась церковь Рождества Богородицы, земская школа, винокуренный, пеньковый заводы, несколько ветряных мельниц. 
В 1768 году здесь насчитывалось 83 двора и 466 жителей. 
В 1861 году Гордеевка стала волостным центром Суражского уезда Черниговской губернии. 
По данным начала 1880-х годов, в ней насчитывалось 184 двора и 1287 жителей, а по переписи 1897 года — уже более 300 дворов и 2073 жителя. 
В 1920-е годы Гордеевка была волостным центром Клинцовского уезда, а с 1929 года стала центром созданного Гордеевского района. 
В селе было организовано три колхоза. 
С 1931 года начала выходить местная газета «Колхозный ударник». 
К началу Перестройки в Гордеевке работали маслозавод, хлебозавод, МТС, совхоз, промкомбинат, торфоразработки со своей узкоколейной ж/д, средняя школа, Дом культуры, стрелковый тир, библиотека, амбулатория. Существовал свой спортивный стадион, на котором местная футбольная команда проводила тренировки. Имелись крупнейшие в районе посадки хмеля, картофеля, подсолнечника; существенную роль в наполнении бюджета играл огромный по тем временам яблоневый сад. На базе искусственного каскада озёр существовало экспериментальное рыбоводство.

## Население
| 1939 | 1959  | 1989  | 2002  | 2010  | 2013  |
| ---- | ----- | ----- | ----- | ----- | ----- |
| 2506 | ↘2292 | ↗2742 | ↗3066 | ↗3109 | ↘3014 |

## Инфраструктура

### Улицы
Село Гордеевка составляют следующие улицы:
- Ленина (центральная и самая протяженная)
- Кирова (формирует с ул. Ленина перекресток, на котором расположена центральная площадь села)
- Калинина (формирует с ул. Ленина перекресток, на котором расположена автостанция и сельскохозяйственный рынок)
- Мельничная
- Садовая
- Красногорская
- Клинцовская
- Великоборский переулок
- 15 лет Октября
- Пушкина
- Смоленская
- Зеленый переулок
- Гагарина
- Заречье
- Надозерная
- Заозерная
- Западная
- Малаховка
- Красный городок
- Щорса
- Красный мост
- 1 Мая
- Суражская
- Цветочная
- Новая
- Победы
- Спортивная
- Заводской переулок
- Юбилейная

Прослеживается несколько категорий названий улиц села:
- по имени известный людей (ул. Ленина, Кирова, Калинина, Пушкина, Гагарина, Щорса).
- по направлению, куда улица направлена (Красногорская, Клинцовская, Суражская, Великоборский переулок, Смоленская, Западная)
- по памятным датам (1 мая, 15 лет Октября, Юбилейная, Победы)
- по близости к водным объектам (Заречье, Надозерная, Заозерная)
- по близости к тем или иным объектам — Спортивная (расположена у районного стадиона), Заводская (расположена у маслозавода), Красный мост (расположена у красного моста), Красный городок (состоит из сложенных из красного кирпича домов), Мельничная (на этой улице располагалась мельница), Садовая (расположена на месте, на котором был расположен большой сад помещика), Цветочная (расположена на месте поляны, на которой было много луговых цветов)

Скверы и парки
Сквер у Гордеевского культурно-досугового центра
Сквер у Гордеевского культурно-досугового центра расположен в самом центре села и является очень удобным местом для отдыха гордеевцев. В 2010 г. была проведена реконструкция территории — дорожки замостили тротуарной плиткой, обновили лавочки, повсеместно установили малые архитектурные формы. Спустя 9 лет был реконструирован фонтан, который теперь стал световым. Также в 2019 г. в сквере была установлена современная спортивная площадка.
Качественно выполненная работа сформировали завершенную и оформленную общественную территорию, ставшей украшением села Гордеевка и излюбленным местом отдыха жителей.

## Здравоохранение
Система здравоохранения в селе Гордеевка представлена Государственным бюджетным учреждением здравоохранения «Гордеевская центральная районная больница», которая включает в себя следующие подразделения:
- Терапевтическое отделение дневного пребывания
- Терапевтическое отделение круглосуточного пребывания
- Отделение скорой медицинской помощи
- Клинико-диагностическая лаборатория
- Приемное отделение

Больничной инфраструктурой, расположенной в с. Гордеевка, пользуются жители всего Гордеевского района.
В 2017 году для Гордеевской ЦРБ приобретено 7 электрокардиографов «Аксион», комплекс для суточного мониторирования ЭКГ и АД «Кардиотехника-0,7», 2 центрифуги и другое оборудование, был получен автомобиль скорой медицинской помощи.

## Автозаправочная станция
В селе Гордеевка расположена единственная в Гордеевском районе автозаправочная станция общего пользования, принадлежащая к розничной сети АЗС Роснефти.

## Торговля
В селе Гордеевка сосредоточено более 90 % всех торговых предприятий Гордеевского района. 
К услугам гордеевцев супермаркеты Магнит и Пятерочка, несколько десятков магазинов, реализующих продовольствие, бытовую химию, строительные товары, одежду и обувь, компьютерные товары, свежую выпечку.

## Культура
Гордеевский районный культурно-досугового центра в селе Гордеевка действует с 2009 г.  
Государственные праздники в Гордеевском районе сопровождаются организацией торжественных церемоний как на центральной площади села Гордеевка (в летнее и сухое время года), так и в Гордеевском районном культурно-досуговом центре.
Одним из главных культурных событий Гордеевского района являются Рождественские и новогодние народные гуляния, проходящие в конце декабря-начале января, центром которых является площадь в селе Гордеевка с установленной на ней елью, украшенной ёлочными игрушками и гирляндами.
Две важнейшие даты в культурной жизни Гордеевского района — это день освобождения Гордеевского района от немецко-фашистских захватчиков (27 сентября) и День Победы (9 мая). Эти события отмечаются широко и всенародно, поскольку в гордеевцах жива память о тяготах Великой Отечественной войны и радости ее окончания.

## Образование
Дошкольное образование
Система дошкольного образование в селе Гордеевка представлена Гордеевским детским садом «Теремок».
Школьное образование
Система школьного образование в селе Гордеевка представлена Гордеевской средней общеобразовательной школой, которая является крупнейшим и самым высококачественным учреждением школьного образования на территории Гордеевского района.
В селе Гордеевка на базе Гордеевского районного культурно-досугового центра действует музыкальная школа.

## Библиотечная система
Библиотечная система в селе Гордеевка представлена Межпоселенческой Гордеевской центральной библиотекой, расположенной по адресу село Гордеевка, ул. Ленина, д. 40.
В библиотеке сосредоточены универсальные фонды, насчитывающие более 80 тысяч экземпляров книг различных жанров и направленностей.
История библиотечного дела в селе Гордеевка
История библиотечного дела в селе Гордеевка имеет вековой путь.
В 1900 г. была открыта первая библиотека — читальня в с. Гордеевка. Книжный фонд составлял 858 экземпляров книг. Читателей было — 230, книговыдача — 4176 экземпляров.
В 1950 году библиотека в селе Гордеевка была переведена в новое здание, где она находится и сейчас.
3 февраля 2005 года в библиотеке открыт Центр правовой информации. Фонд центра состоит из справочных и энциклопедических изданий по вопросам права и экономики. Установлена справочно-правовая система «Консультант Плюс».
С 2008 года в Центральной библиотеке предоставляется доступ к услугам Интернет. 

## Транспорт
Село Гордеевка расположена на пересечении важнейших транспортных артерий областного значения, а именно дорог, ведущих в направлении — г. Клинцы, г. Суража, р.п. Красной Горы, г. Новозыбкова, г. Костюковичей (Республика Беларусь), г. Гомель (Республика Беларусь).
Село Гордеевка находится на расстоянии в 35 км от одноименной железнодорожной станции в городе Клинцы Московской железной дороги.
Ближайший аэропорт находится в Республике Беларусь в г. Гомель на расстоянии 110 км.
Ближайший российский аэропорт расположен в г. Брянск на расстоянии 200 км.
Пассажирские перевозки осуществляются по 15-ти автобусным маршрутам пригородного сообщения и 3-м маршрутам междугороднего сообщения.
В селе Гордеевка есть недействующий аэродром, бетонное покрытие которого постепенно утрачивается. Ранее с гордеевского аэродрома можно было совершить перелет в областной центр на легком самолете.
| Расстояние от села Гордеевки до ближайших крупных городов (по автодорогам) | Расстояние от села Гордеевки до ближайших крупных городов (по автодорогам) | Расстояние от села Гордеевки до ближайших крупных городов (по автодорогам) |
| -------------------------------------------------------------------------- | -------------------------------------------------------------------------- | -------------------------------------------------------------------------- |
| Минск ~ 400 км                                                             | Костюковичи ~ 55 км Смоленск ~ 350 км Санкт-Петербург ~ 1100 км            | Калуга ~ 430 км Брянск ~ 210 км Москва ~ 600 км                            |
| Брест~ 660 км Варшава ~ 940 км Берлин ~ 1500 км                            |                                                                            | Сураж ~ 42 км Орёл ~ 360 км Самара ~ 1500 км                               |
| Гомель ~ 110 км Киев ~ 410 км                                              | Новозыбков ~ 53 км                                                         | Клинцы ~ 33 км Курск ~ 420 км Воронеж ~ 650 км Ростов-на-Дону ~ 1200 км    |

## Связь
Почтовая связь
В селе Гордеевка действует единственное почтовое отделение Гордеевского района, расположенное по адресу ул. Ленина, д. 38, которое обслуживает как самих гордеевцев, так и жителей Гордеевского района.
Индекс почтового отделения: 243650.
Мобильная связь
Мобильная связь в селе Гордеевка характеризуется устойчивым сигналом связи на всей территории села.
Вышки всех четырех мобильных операторов располагаются в селе Гордеевка в районе объездной дороги. За счет того, что Гордеевский район обладает равнинным рельефом, а село Гордеевка расположена в центре одноименного района, вышки сотовой связи в Гордеевке обслуживают абонентов всего Гордеевского района.
Мобильные операторы, функционирующие в селе Гордеевка:
- МТС — 2G, 3G, 4G
- Билайн — 2G, 3G, 4G
- МегаФон (с 2004 г.) — 2G, 3G, 4G
- Tele2 (с 2009 г.) — 2G, 3G, 4G

Интернет
Услуги доступа в Интернет в селе Гордеевка предоставляют как Мобильные операторы, так и ПАО «Ростелеком», используя имеющиеся у него телефонные сети.
Широкополосный доступ в Интернет в селе Гордеевка предоставляет Ростелеком (ПАО «Ростелеком»).
Сеть таксофонов
По Федеральной программе «Универсальная услуга связи» в населенных пунктах Гордеевского района установлено 54 таксофона, из них несколько установлено в селе Гордеевка.
Телевидение
Цифровое эфирное вещание:
- 39 — Первый мультиплекс (РТРС-1)
- 23 — Второй мультиплекс (РТРС-2)

Региональные телеканалы:
- ГТРК Брянск (выходит в эфир на каналах Россия 1 и Россия 24)

## Достопримечательности
В райцентре сохранились дореволюционные здания (Здание начальной школы, здание УПК, здание РСХБ).
Старейшая улица Гордеевки — улица «15 лет Октября» (на этой улице есть здания, построенные в начале XX века).
Центральная улица райцентра — улица Ленина. Старинные здания здесь чередуются с современными коммерческими и жилыми постройками.

## Русская православная церковь
В 2002 году в селе была основана Православная община храма в честь Рождества Пресвятой Богородицы. Строительство храма началось в 2004 году, а в сентябре 2006 года в нём была совершена первая литургия. Храм строился на средства прихожан. Иконы написаны художником из города Палех, а колокола отлиты в городе Воронеж обществом «Вthf».